# Макнейр, Алек
Алекса́ндер Макне́йр (англ. Alexander McNair; 26 декабря 1883, Боунесс, Уэст-Лотиан — 18 ноября 1951, Стенхаусмуир) — шотландский футболист и футбольный тренер, играл на позиции правого защитника. Один из лучших игроков в истории «Селтика», с которым выиграл 12 чемпионских титулов.

## Биография

### Клубная карьера
Макнейр начинал карьеру в клубе «Стенхаусмюир», за который играл в течение трёх сезонов. В мае 1904 года он подписал контракт с клубом «Селтик», с которым была связана вся дальнейшая его карьера. В первое десятилетие XX века «кельты» выиграли шесть чемпионских титулов, став сильнейшей командой того времени в Шотландии. Всего в составе «Селтика» Макнейр выиграл 12 чемпионских титулов и 6 Кубков Шотландии, а также ряд региональных трофеев.
18 апреля 1925 года Макнейр сыграл за «Селтик» последний матч в своей карьере с «Куинз Парк» (1:1). На тот момент ему был 41 год и 113 дней и он является самым возрастным игроком, игравшим за «Селтик». Всего в составе «кельтов» он сыграл 641 матч, 584 из были которых в чемпионате Шотландии.

### Карьера в сборной
За сборную Шотландии сыграл 15 матчей, в которых не отметился забитыми мячами.

### Тренерская и административная карьера
С 1925 по 1927 год в качестве главного тренера возглавлял «Данди».
После выхода на пенсию работал биржевым маклером и в 1949 году занял должность инспектора судейского корпуса в Шотландской футбольной ассоциации.

### Смерть
Скончался 18 ноября 1951 года в возрасте 68 лет.

## Достижения
«Селтик»
- Чемпион Шотландии (12) : 1904/05, 1905/06, 1906/07, 1907/08, 1908/09, 1909/10, 1913/14, 1914/15, 1915/16, 1916/17, 1918/19, 1921/22
- Обладатель Кубка Шотландии (6) : 1906/07, 1907/08, 1910/11, 1911/12, 1913/14, 1922/23